# Ronald Duncan
Ronald Duncan (6 d'agost de 1914 – 3 de juny de 1982) fou un escriptor, poeta i dramaturg britànic, sobretot conegut per escriure el llibret de l'òpera The Rape of Lucretia per a Benjamin Britten, estrenada el 1946.